# Sphaerostephanos polyotis
Sphaerostephanos polyotis är en kärrbräkenväxtart som först beskrevs av Carl Frederik Albert Christensen, och fick sitt nu gällande namn av Holtt. Sphaerostephanos polyotis ingår i släktet Sphaerostephanos och familjen Thelypteridaceae. Inga underarter finns listade.